# 最終幻想系列
最终幻想（台湾旧译）是由坂口博信创立，史克威尔艾尼克斯（原史克威尔）开发并持有的跨媒体系列。系列以奇幻与科幻題材的电子角色扮演游戏（RPG）作品为主，与系列同名的首部游戏于1987年发行，當時坂口視該作為他在游戏产业數次受挫後的最終一击，所幸作品获得成功并发展了大量续作。系列还涉足其它游戏类型，包括战略角色扮演、动作角色扮演、大型多人在线角色扮演、竞速、第三人称射击、格斗以及节奏等。除了游戏作品外，系列亦涵盖电影、动画和圖書出版等領域。
尽管系列在「Final Fantasy」的框架下使大部分作品的世界觀不會重複，作品间通常是各具独立的剧情，设定与登場角色亦不相同，但諸多作品都有系列共通的元素。如系列中常使用類似的情节段落、吉祥物、角色名称和游戏机制等。游戏常以一干成長中的英雄与巨大邪恶之斗争为中心，同时探討角色的内心掙扎和人际关系。角色名称往往源自世界各地的历史和神话。
最终幻想在商业和评论上获得成功，是史克威爾艾尼克斯旗下最畅销的电子游戏系列。截至2023年全系列出貨數與數位販售合計數量已逾1億8500萬份，是電子遊戲史中最畅销的系列之一。2017年金氏世界紀錄認證系列作為「款數最多的角色扮演遊戲系列」（87款）。系列以革新性、视觉效果和音乐而著称，如全动态影像、逼真的3D角色建模和植松伸夫编排的乐曲。系列推展下導入了許多成為現今RPG中常見要素的設計，并推动RPG在日本境外市场的普及。

## 作品

### 游戏
最终幻想系列首作于1987年12月18日在日本首发。之后的作品以递增编号的方式命名，但情节则与前作无关；是故编号指作品数而非后传数。许多最终幻想游戏在北美、欧洲和澳大利亚市场本地化，2000年代末期开始有作品中文化；系列在电子游戏机、个人电脑（PC）和移动电话平台皆发行过作品。未来的作品将于面向第七和第八世代游戏机平台；《最终幻想XV》于2016年发行。在2018年9月时，系列除从《最终幻想》到《最终幻想XV》的本传作品外，还有诸多已发行或确认开发的后传与衍生作品。大多数老作品已于多个平台重制或再发行。

#### 本传
| 1987 | 最终幻想               |
| 1988 | 最终幻想II             |
| 1989 |                        |
| 1990 | 最终幻想III            |
| 1991 | 最终幻想IV             |
| 1992 | 最终幻想V              |
| 1993 |                        |
| 1994 | 最终幻想VI             |
| 1995 |                        |
| 1996 |                        |
| 1997 | 最终幻想VII            |
| 1998 |                        |
| 1999 | 最终幻想VIII           |
| 2000 | 最终幻想IX             |
| 2001 | 最终幻想X              |
| 2002 | 最终幻想XI             |
| 2003 |                        |
| 2004 |                        |
| 2005 |                        |
| 2006 | 最终幻想XII            |
| 2007 |                        |
| 2008 |                        |
| 2009 | 最终幻想XIII           |
| 2010 | 最终幻想XIV            |
| 2011 |                        |
| 2012 |                        |
| 2013 |                        |
| 2014 |                        |
| 2015 |                        |
| 2016 | 最终幻想XV             |
| 2017 |                        |
| 2018 |                        |
| 2019 |                        |
| 2020 | 最终幻想VII 重制版     |
| 2021 |                        |
| 2022 |                        |
| 2023 | 最终幻想XVI            |
| 2024 | Final Fantasy VII 重生 |

有三部作品在FC游戏机上发行。《最终幻想》于1987年在日本发行，1990年在北美發行；游戏引入了许多游戏机RPG理念，后来又在数个平台上重制。《最终幻想II》于1988年在日本发行，并数次同《最终幻想》捆绑再版。最后一部FC作品《最终幻想III》于1990年在日本发行；然而直到2006年，游戏才在任天堂DS平台首度重制。
超级任天堂平台亦有三部本传游戏，它们全都在移植或重制于数个平台。《最终幻想IV》于1991年发行，游戏在北美發行时题为“最终幻想II”；游戏引入了“即时战斗（ATB）”系统。《最终幻想V》于1992年在日本发行，这是首部有衍生后传——短篇动画连续剧《最终幻想》——的游戏。《最终幻想VI》于1994年在日本发行，而北美版标题为“最终幻想III”。
PlayStation上也有三部最终幻想本传游戏发行。1997年的《最终幻想VII》从前六作的二维计算机图形改为三维计算机图形；游戏使用了多边形角色和预渲染背景，游戏在系列中开创性使用了现代世界舞台背景，之后《最终幻想VIII》也继承了这种设定。《最终幻想VII》还是系列首部在欧洲发行的作品。《最终幻想VIII》于1999年发行，是首部完全使用真实比例人物的作品，也是首次使用声乐主题曲的作品。2000年发行的《最终幻想IX》没有延续《VII》和《VIII》的现代世界设定，而是回归系列本源，改用传统最终幻想舞台。
PlayStation 2同样有三部最终幻想本传，其中一部为网络游戏。2001年作品《最终幻想X》首度在系列中使用全3D地图和配音员，也是首部有电子游戏后传（《最终幻想X-2》）的作品。首部大型多人在线角色扮演游戏（MMORPG）《最终幻想XI》于2002年在PlayStation 2和PC上发行，后来又于Xbox 360平台发行。游戏以实时战斗取代随机遇敌。第十二作于2006年发行，其使用了更大、无缝的实时战斗战场。《最终幻想XII》还是首个使用早先游戏世界观——之前《最终幻想战略版》和《放浪冒险谭》的世界伊瓦莉斯——的本传游戏。
《最终幻想XIII》于2009年在日本发行，美版和欧版于翌年发行，中文版于2010年5月发行，这也是系列首次发行中文版作品。《最终幻想XIII》是新的水晶故事 最终幻想系列的头号作品，也是首个拥有两部续作（《XIII-2》和《雷霆归来》）的本传游戏。《最终幻想XIV》是一部MMORPG，于2010年在全球Microsoft Windows平台发行，后传《最终幻想XIV：重生之境》于2013年在Microsoft Windows和PlayStation 3平台发行。中国大陆服务器由盛大网络运营，于2014年8月25日开放测试。在E3 2013上，官方公布称《最终幻想XV》将于PlayStation 4和Xbox One平台发行；《XV》游戏原定名《Versus XIII》——和前作《XIII》一样，本作同为新的水晶故事系列作品，但在其他诸多方面仍然独立。

#### 重制、续作与衍生产品
最终幻想有很多衍生作品和衍生系列。其中一些实际上并非最终幻想游戏，但在北美發行时更名为“最终幻想”，如沙加系列首作在北美更名为《最终幻想传奇》，两部续作亦以《最终幻想传奇II》和《最终幻想传奇III》为题。聖劍傳說系列首作以《聖劍傳說 ～最終幻想外傳～》为题在日本发行，同時美版名稱也為“最终幻想冒险”；但此系列之後的作品都不再冠以「最終幻想」之名，美版游戏则皆以“玛娜”为题。《最终幻想 神秘历险》是特别为美国玩家开发的游戏；战略RPG《最终幻想战略版》中能发现多处系列参照与主题。衍生作品陆行鸟系列、最终幻想水晶编年史系列和王国之心系列亦包含多种最终幻想元素。
最终幻想系列的首款后传游戏《最终幻想X-2》于2003年发行。在2009年发行的PlayStation Portable平台格斗游戏《最终幻想 纷争》中，使用了前十部本传的英雄和反派，其续作《最终幻想 纷争012》于2011年发行。其他衍生作品采用了子系列形式，即“最终幻想VII补完计划”、“伊瓦莉斯联盟”和“新的水晶故事 最终幻想”。《最终幻想IV》的后传《最终幻想IV The After -月之归还-》最初于2008年在日本发布移动平台版，2009年在北美、欧洲和日本WiiWare平台发布强化移植版。《最终幻想XIII》的后传《最终幻想XIII-2》于2011年发行日版，之后于2012年发行北美、繁体中文及欧洲版。第二部后传《雷霆归来 最终幻想XIII》于2013年11月在日本和台湾发行，2014年2月在美欧市场发行。

### 相关媒体

#### 影视作品
| 最终幻想影视作品 |
| --- |
| - 1994 - 最终幻想 - 2001 - 最终幻想：灵魂深处 - 2005 - 最终命令 -最终幻想VII- - 2005 - 最终幻想VII 降临之子 - 2016 - 兄弟情 最终幻想XV - 2016 - 王者之剑 最终幻想XV |

史克威尔艾尼克斯在各种媒体上展开最终幻想作品。公司以单部作品或系列共通元素为基础，制作了多部改编动画和计算机成像（CGI）电影。系列首部影视作品是同名原创动画录影带（OVA）《最终幻想》。动画是《最终幻想V》的续作，讲述了游戏世界200年后的故事。动画分为四集，每集30分钟。OVA于1994年在日本发行，1998年Urban Vision在北美销售时题为“最终幻想：水晶传说”。Square Pictures于2001年发行了系列首部故事片《最终幻想：灵魂深处》。电影设定于外星生命入侵的未来地球。《灵魂深处》是首部认真尝试以逼真CGI描绘人类的动画，但却收获票房炸弹与褒贬不一的评价。
作为最终幻想VII补完计划的一环，史克威尔艾尼克斯于2005年发行了商业性CGI影片《最终幻想VII 降临之子》和非正典（non-canon）OVA《最终命令 -最终幻想VII-》。《降临之子》的动画由协助创作游戏CG过场的Visual Works绘制；与《灵魂深处》不同，电影获得媒体从褒贬不一到积极的评价，并获商业成功。日版《最终命令》同捆于《降临之子》特殊版版DVD中；而西方《最终命令》则很快售罄，并获媒体积极评价；然而爱好者对修改原故事情节的修改反响不一。
25集电视动画连续剧《最终幻想：无限》以系列共通设定为基础创作。动画于2001年在日本由東京電視網首映，其后在北美、香港和台灣等地销售或播映。

#### 其他媒体
一些电子游戏有改编或衍生漫画、小说发行，最早的作品为1989年的小说版《最终幻想II》，1992年《最终幻想III》又被改编为漫画。从2000年起，非电子游戏改编及衍生品数量开始增加。《最终幻想：灵魂深处》被改编为漫画，《最终幻想XI》有了同设定小说和漫画。此外亦有以《最终幻想VII》世界观为基础的中篇小说发行，《最终幻想：无限》在动画完结后，部分情节以小说和漫画形式延续。
《最终幻想战略版Advance》和《最终幻想：无限》还被改编为广播剧。

## 共通元素
尽管大多数最终幻想作品间互相独立，但许多游戏性元素在系列中重复出现。系列作品中有一些反复出现的名称，其灵感多源自不同文化历史、语言和神话，如亚洲、欧洲和中东文化。例如，武器名王者之劍、正宗——分别源自亚瑟王传说和日本刀匠正宗——以及魔法名神圣、陨石和創世等。从《最终幻想IV》起，本传标识改为了现在的风格，即相同字体的标题名加日本美术家天野喜孝设计的标题插图。标题插图和作品情节有关，多描绘情节中的角色或物品。前三部游戏后来的重制版也以此类标识替换原标识。

### 情节与主题
在许多最终幻想游戏中，中心冲突围绕着角色一行与邪恶——有时为古代人——之争而展开，其中反派角色会控制游戏世界。游戏情节时常涉及反抗的主权国，而主人公会加入参与反抗。英雄们往往命定要去打败邪恶，而反派恶行直接导致在他们在特定场合相遇。系列作品的另一基本要素是存在两个反派；头号反派并非总能一眼看出，同样，先出现的反派实际只是听命于其他角色或实体。在游戏开头引出的主要对手并不总是最终敌人，在决战迹象显示前，角色必须继续展开探索。
系列情节頻繁突出角色的內心斗争、情感和悲剧，主剧情通常淡化为背景，焦点则转移到他们的个人经历上。游戏还探索從爱情到敌对的角色關係。其他推动剧情的常见情境还有失忆、英雄因邪恶力量堕落、错认身份以及自我牺牲。道具魔法球和水晶也数次在系列中出现，它们往往和游戏情节主题有关。水晶经常在世界创造中起核心作用，在多数最终幻想游戏中，水晶和魔法球维系着星球生命力。水晶争夺就此推动着剧情主要矛盾。同勇者、反派及道具有关的四元素说也是系列中反复出现的主题。其它共通剧情和设定还有盖亚假说、天启，以及先进技术同自然的冲突等。

### 角色
角色名称是系列另一个例行主题。自《最终幻想II》发行以来，包括之后首作《最终幻想》的重制版在内，名为希德的角色就以不同的形式登场——包括非玩家协助者、队员和反派。虽然各作品中希德的外貌与个性都不同，但一般都同游戏中的飞空艇有联系。比格斯和威奇也在多部作品中以小角色或喜剧穿插的形式登场，其灵感源于《星球大战》的两个同名角色。系列后期的作品加入了几个女子气的男性。陆行鸟和莫古利是系列作品中例行出现的生物。陆行鸟是大型但通常不能飞的鸟，一般用来当坐骑在世界地图上移动，几部游戏中以骑陆行鸟的方式表示长途旅行。莫古利则是白色如泰迪熊般肥大的生物，并长有一根触角。他们在游戏中能力不同，如担任信差、武器锻造师、队友与游戏储存者。陆行鸟和莫古利出现时通常伴有专用主题曲，曲目在不同作品中都有所改编。

### 玩法
在最终幻想游戏中，玩家通过给一行角色下达指令来发展游戏剧情，如探索游戏世界与击败对手。敌人一般会在探险中随机遇到，但这一傾向在《最终幻想XI》和《最终幻想XII》中改变。在交战时，玩家通过菜单制界面給角色下達战斗指令——如“战斗”“魔法”和“道具”。纵观整个系列，游戏使用过不同的战斗系统。在《最终幻想XI》之前，战斗皆以回合制形式进行，主人公与敌人显示在战斗画面两侧。《最终幻想IV》引入了“即时战斗”（ATB）系统，即在回合制本質上加入不間斷計時系統。伊藤裕之设计的这一系统为战斗增添了兴奋与紧张感，玩家需要在敌人攻击之前行动，该系统一直沿用直至《最终幻想X》的“条件回合制”（亦称“计算时间战斗”，皆缩写CTB）系统；该新系统在系列最初的回合制的基础上，新增了一些供玩家挑战细微变动。《最终幻想XI》改編了即时战斗系统，玩家可通过指令的下达方式让角色连续行动。《最终幻想XII》以“即时次元战斗”系统延续了该游戏玩法。
如同大多数RPG，最终幻想作品使用经验值等级系统提升角色能力，经验值可以通过击杀敌人获得。角色类型（class），或者说可让角色使用独特能力的职业（job），是另一个反复出现的話題。角色职业系统自在首部游戏登場以來，便在各部作品中以不同方式出现。一些作品中，角色只有和故事情节有关的固定职业；而另一些游戏则使用动态职业系统，角色的类型可以变动，即玩家可以从多个类型中选择其一，并可在游戏中随时变更。尽管该系统在很多游戏中大量应用，但在支撑角色方面，这种易变系统的开始不再常用——角色仍然维持原型，但能习得类型之外的技能。
魔法是系列中另一个共通RPG元素。雖然每作中角色获得魔法的方式不盡相同，但多常按照色彩分类：“白魔法”主要用于支援团队；“黑魔法”主要用来伤害敌人；“赤魔法”是黑白魔法的结合；“青魔法”（“青”為日文中的漢字，其實應為“藍魔法”）可以模仿敌人的攻击；“绿魔法”主要用于影响敌友双方的战斗状态。其他间或出现的魔法类型还有：主要和时间、空间与重力相关的“时魔法”，以及可以在战斗中召唤传说生物协助的“召唤魔法”。召唤魔法首度出现于《最终幻想III》，召唤生物通常称作“幻兽”，其灵感源自阿拉伯、印度、挪威和希腊神话。
系列贯穿出现了不同的交通手段。最常见的有用来长途旅行的飞空艇，以及短途旅行的陆行鸟；其他交通方式还有海行船和陆行船等。从《最终幻想VII》起，还出现了现代和未来设计的交通工具。

## 开发与发行

### 發端

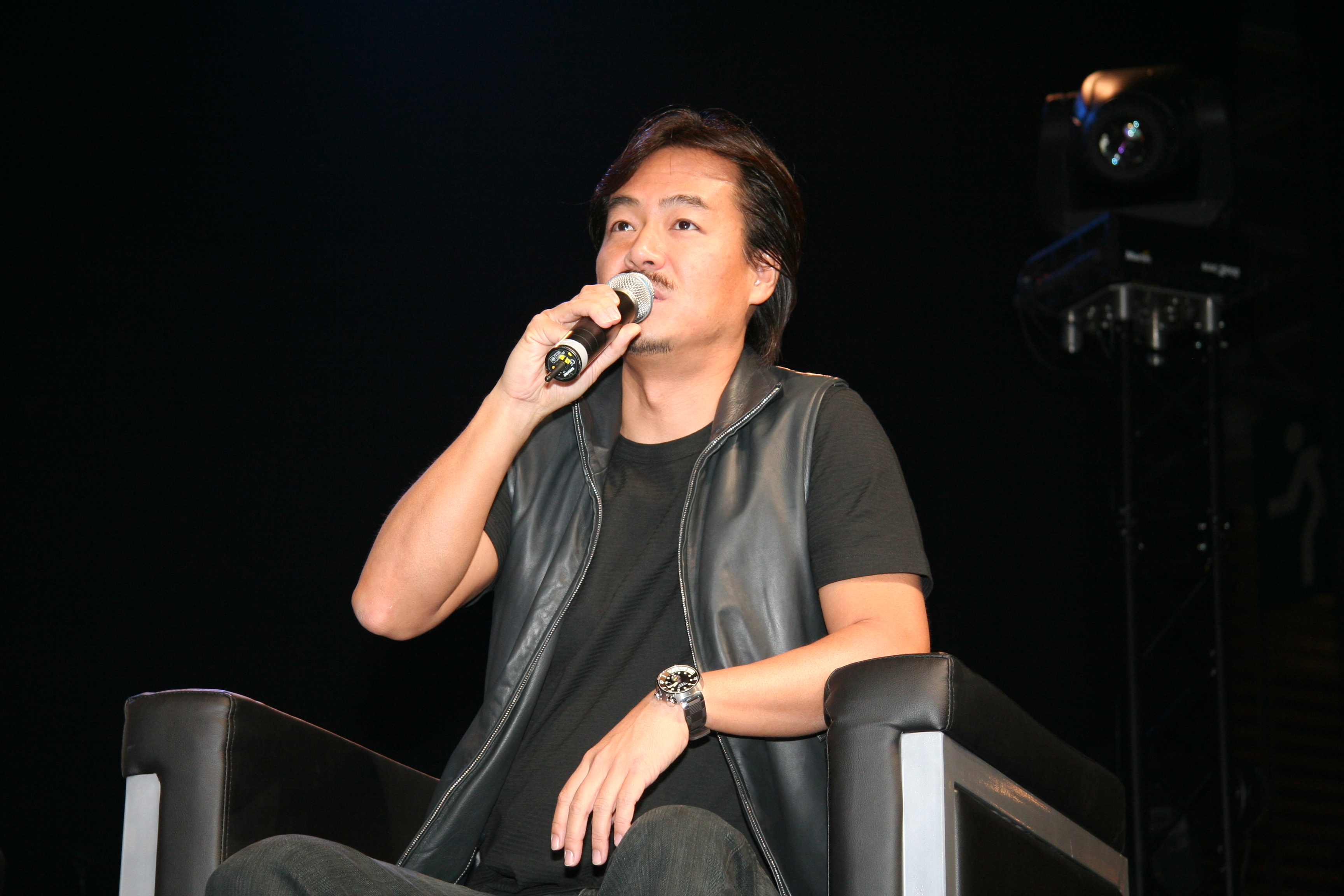
坂口博信，最终幻想系列的生父

史克威尔于1980年代中期进入日本电子游戏产业，并为FC磁碟機制作简单RPG、竞速游戏和平台游戏。1987年，史克威尔设计师坂口博信选择为卡带型FC新创作一款奇幻角色扮演游戏，并从当时畅销奇幻游戏——艾尼克斯的《勇者斗恶龙》、任天堂的《塞尔达传说》和Origin Systems的创世纪系列——中汲取了灵感。虽然人们常称公司当时面临破产，但坂口解释称，游戏是他个人在游戏行业最后一擊，其标题“最终幻想”源自他当时的感受；如果游戏销量不佳，他将退出行業并回到大学。雖然他如此解释，但出版物亦认为，该名称源自公司对项目解决财政危机的希望。
游戏确实逆转了史克威尔衰落的命运，并发展为公司的旗舰品牌。在游戏成功后，史克威尔立刻开发了第二部作品。因坂口認為《最终幻想》将成为独立作品，故設計情節時未考慮後傳發展。开发者代之只延續了和前作相似的主题，而角色发展系统等游戏性元素则彻底修改。这种手段在系列中贯穿；每部本传最终幻想游戏都使用新设定、新角色阵容，以及改進的战斗系统。对于这种每部作品重新加工游戏系统的观念，电子游戏作家约翰·哈里斯认为，在史克威尔加入发行业前，日本Falcom的Dragon Slayer系列就已经使用了这种理念。公司定期发行新的本传作品。然而《最终幻想XI》（2002）、《最终幻想XII》（2006）和《最终幻想XIII》（2009）之前的发行间隔远超前作。从《最终幻想XIV》起，史克威尔称其打算每一两年发行一部最终幻想游戏。这种变化仿照了使命召唤、刺客信条和战地等西方游戏开发圈，并维持爱好者的兴趣。

### 设计

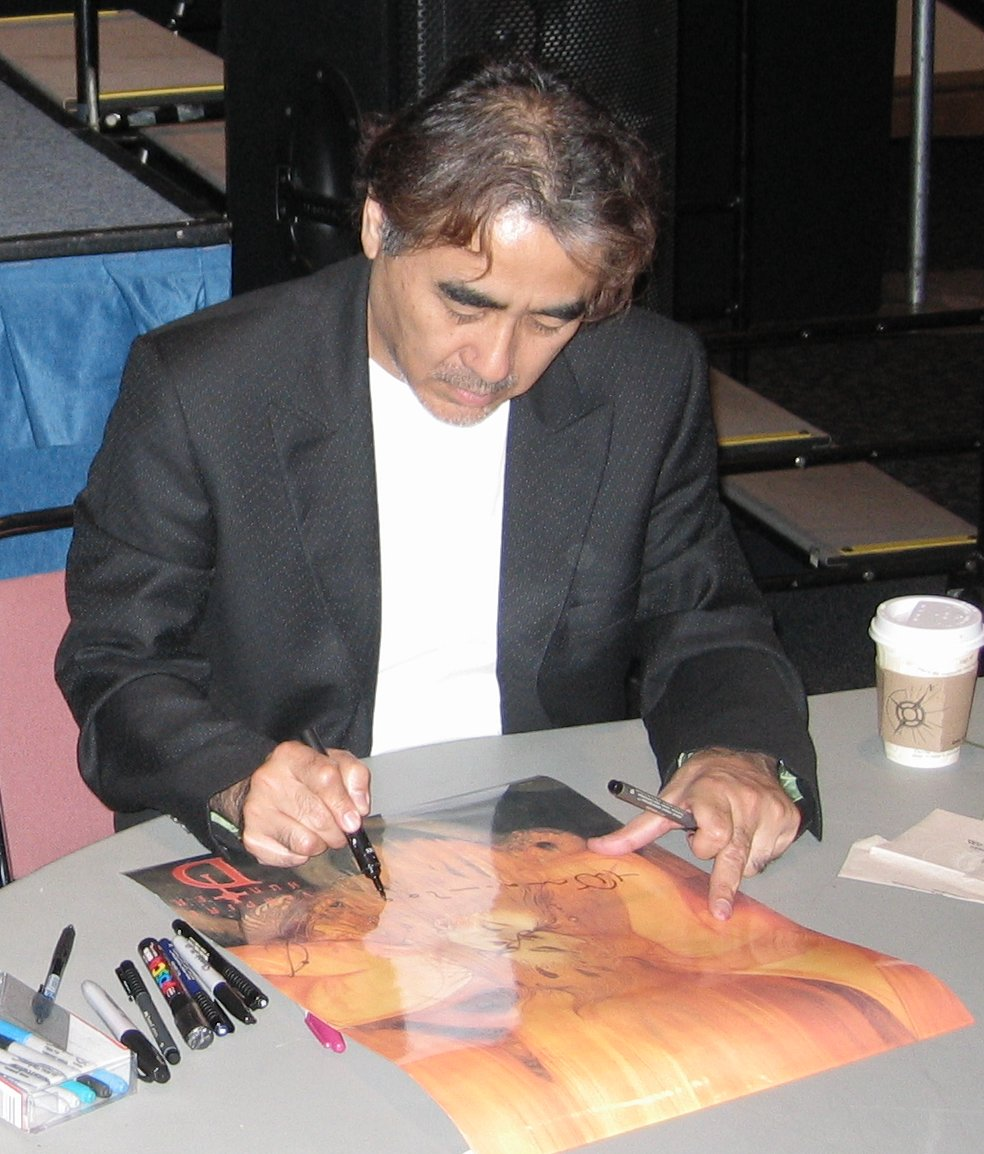
天野喜孝，最终幻想系列插画画师、本传标识设计者

为制作初代《最终幻想》，坂口需要比以往史克威尔作品更大的制作团队。他在試驗游戏性理念的同時开始创作故事情节。当确定游戏系统和游戏世界大小后，坂口将剧情理念整合到现有资源中。而之后的续作则采用不同方法；先完成故事情节，并以此为中心创作游戏。虽然大多数人认为作品间至少应有一定的公共元素，但设计师从没有一致性限制。开发团队力求为每部作品创作完全不同的新世界，并避免新游戏太類似於前作。游戏地点在开发先期概念化，并根据整体结构充实建筑物等细节。
坂口担任前五部游戏总监并提供初期概念。他还从宫崎骏的动画电影中吸取游戏元素灵感；系列标志元素飞空艇和陆行鸟的灵感分别来自《天空之城》和《风之谷》。坂口担任后续游戏的制作人，直至2001年离开史克威尔。北瀨佳範接任总监至《最终幻想VIII》，之后每部作品都有新总监。伊藤裕之设计了数个游戏系统，其中包括《最终幻想V》的职业系统、《最终幻想VIII》的接合系统，以及《最终幻想IV》至《最终幻想IX》中即时战斗系统的理念。伊藤即时战斗系统的理念源自一级方程式赛车；在看到赛车彼此超越后，他认为若角色有各异的速度将会很有趣。伊藤还和北濑共同担任《最终幻想VI》总监。寺田宪史编写前三部游戏的剧本；北濑从《最终幻想V》起接任剧本作者直至《最终幻想VII》。野岛一成从《最终幻想VII》开始担任系列主要剧本作者，直到2003年10月辞职；他建立了自己的公司Stellavista。野岛部分或全部为《最终幻想VII》、《最终幻想VIII》、《最终幻想X》和《最终幻想X-2》编写故事。他还担任衍生系列王国之心的剧本作者。渡邊大祐合作编写了《最终幻想X》和《最终幻想XII》的剧本，并担任《最终幻想XIII》游戏的主编剧。
藝術设计，包括角色和怪兽创作，在《最终幻想》至《最终幻想VI》中由日本美术家天野喜孝负责。天野还负责全部本传的标识设计，并从《最终幻想VII》开始负责肖像插图。因为天野的画风不适合改编为3D图形，野村哲也获选接任天野的工作。他負責《最终幻想VII》到《最終幻想X》的美術設計，除《最终幻想IX》的角色设计由村濑修功、板鼻利幸和长泽真负责。野村还担任王国之心系列、最终幻想VII补完计划和新的水晶故事 最终幻想的角色设计。其他设计者还有三原庸嘉与吉田明彦。三原担任《最终幻想XI》的人物设计，吉田负责《最终幻想战略版》、史克威尔制作游戏《放浪冒险谭》，以及《最终幻想XII》的角色设计。

### 图形与技术
因图形限制，FC上的第一作使用了精灵图在大地图上代表领队角色；战斗画面则以侧视角度，显示更精細、完整版的角色。该慣例一直沿用，直至《最终幻想VI》的雙介面都为精細版本。FC的精灵图高为26像素，使用4色調色盤。角色“健康”“疲劳”等不同状态用6帧动画表现。超级任天堂作品提升了图形和效果，且音质比前作更高，但基本设计则同前作相似。超级任天堂的精灵图小2个像素，但是调色板更大且动画帧数更高（11色和40帧）。隨著性能提升，设计师得以製作精細的畫面，并表达更多的情绪。首作即允许非玩家角色（NPC）与玩家互动，但他们多是静态游戏对象。从第二作起，史克威尔为NPC预置了对话路线，来营造幽默和戲劇事件等动态情节。
1995年，史克威尔为了將開發轉移到次世代游戏机平台，採用視算科技的工作站創作3D圖形，展示了《Final Fantasy VI: 互動CG遊戲》此一試作版遊戲。因任天堂64的硬體也是與視算科技合力打造，故部分人士認為此舉暗示了任天堂64平台的最终幻想續作之開發；但1997年《最终幻想VII》发行于索尼的PlayStation平台。因为任天堂要求使用高速但昂贵且容量偏小的卡带，并抵制对手系统所用讀取較慢但成本便宜且容量更大的光碟，故史克威爾選擇改變了與任天堂長期的合作關係。《最终幻想VII》引入了3D图形并完全使用预渲染背景，因轉變為3D，能提供大容量的CD-ROM格式胜过卡带格式。這還使得遊戲開發成本上升，创作部门人員增加，并开创系列3D化的先河。
从《最终幻想VII》起，系列开始使用更逼真的视觉效果。在《最终幻想VII》的全动态影像（FMV）过场中，背景播放视频，同时多边形角色叠加于顶层。尽管《最终幻想IX》回归了系列早期游戏的设计风格，但其依然保留前两部游戏的大多数图形技术，甚至在一些方面小幅改進。《最终幻想X》于PlayStation 2平台发行，遊戲以更強大的硬件即时渲染图形，使画面比預渲染更为动态；游戏使用全3D环境，而非3D角色模型在预渲染背景上移動。作品还是首部使用配音员的最终幻想游戏，除了主要角色外，即使很多小角色也都有配音。這讓角色的反應，情感和發展都進入全新的深度層面。
在短暂的分歧后，使用PlayStation 2联机功能的MMORPG《最终幻想XI》发行。在PlayStation 2原版发行六个月后，游戏移植于PC平台，在原版发行近四年后，游戏还发行于日本Xbox 360平台。《最终幻想XI》是首部使用自由旋转鏡頭的最终幻想游戏。《最终幻想XII》于2006年在PlayStation 2平台发行，其只使用了有《最终幻想X》一半的多边形，代之的是改进了纹理和明暗效果。游戏还沿用了《最终幻想XI》的自由旋转镜头。《最终幻想XIII》和《最终幻想XIV》皆透過史克威尔开发的中间件引擎水晶工具制作。

### 音乐

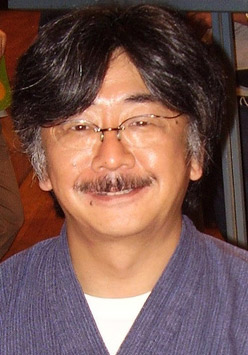
植松伸夫，最终幻想系列大部分原声音乐的作曲者

系列作品使用了多样的音乐，但一些主题曲則反复使用。大多数作品开场曲目称作“序曲”，其从早期游戏的简单二声部琶音逐步发展为近期作品的复杂旋律编曲。战斗胜利时通常会播放伴奏号角，该主题曲已成为系列的标志性音乐之一。伴随陆行鸟出现的基本主题曲在各作中以不同的音乐风格改编。首作中名为“开场曲”（有时作“最终幻想”）的曲目后来经常用作结束字幕配乐。尽管在多数角色驱动的作品使用了相同的主乐调，但主题音乐通常只保留给主角和反复出现的情节元素。
植松伸夫担任最终幻想系列的主音乐作曲者，直到2004年11月从史克威尔艾尼克斯辞职。此外滨涡正志、崎元仁和仲野顺也等亦曾为最终幻想作曲。植松可以在制作职员的少量指示下创作许多音乐。然而包括战斗和游戏世界不同区域的探险在內，坂口要求曲目需符合特定的游戏场景。當遊戲主要劇本完成，植松將開始依據故事、角色及有關原畫譜寫音樂。他先開始創作遊戲主題曲，之後依照主題曲風格創作其他曲目。植松為創作角色主題曲，會閱讀遊戲劇本決定角色個性。若不確信，他還會向編劇詢問更多場景細節。早期作品中普遍受制於技术；坂口有时要求植松只能以特定音符作曲；直到超级任天堂的《最终幻想IV》，植松才得以在音乐中加入更微妙的元素。
「FINAL FANTASY」系列並有舉行管樂巡迴演出「BRA★BRA FINAL FANTASY BRASS de BRAVO with Siena Wind Orchestra」，在2016年和2017年在台灣演出。由栗田擔任指揮，並由日本職業吹奏樂團Siena Wind Orchestra演奏。

### 中文译名
系列原名“Final Fantasy”在中国大陆和香港译为“最终幻想”，台湾现多直接使用英文原文。香港和台湾曾用译名“太空战士”。
台灣遊戲雜誌《電視遊樂雜誌》在初代发行前将游戏暫譯為“公主蒙難記”，不久即改译“太空戰士”推出FF8的攻略，所以跟日本史克威爾談這件事情，提到攻略本中文名稱的時候，史克威爾雖然不同意，但考慮當時出版社告訴史克威爾，台灣玩家只知道「太空戰士」不知道「Final Fantasy」，所以史克威爾才同意在封面上打上「太空戰士」四個字，在系列首部中文遊戲《最終幻想XIII》發售時，制作人北瀨佳範稱，因為系列在日本和北美都使用相同的英语名称，故并不打算另取中文名称。雖然官方已宣布正式名稱，但當時台灣報紙媒體仍然普遍以“太空戰士”稱呼系列。對於“太空戰士”，官方表示此译名与游戏原名意义有别，而更为接受“最终幻想”的翻译。大陆长期使用“最终幻想”这一民间译名，2010年盛大网络宣布代理《最终幻想XIV》，标志着“最终幻想”这一中文译名提升為正式译名。但在2017年官方授權出品的手機遊戲《Final Fantasy XV: A New Empire》台版仍然命名為《太空戰士15:新帝國》仍使用「太空戰士」做為遊戲名稱。而後田畑端製作總監在接受訪問時表示《太空戰士 15：新帝國》是全世界同時推出是交給相關單位決定。推測負責的宣傳單位認為「太空戰士」這名字認知在當地比較普遍。但還是希望標記以「Final Fantasy」為正式名稱（無論是書籍或電視節目都是如此）。

## 评价
| 游戏         | Metacritic              |
| ------------ | ----------------------- |
| 最终幻想     | PSP：67                 |
| 最终幻想II   | PSP：63                 |
| 最终幻想III  | DS：77                  |
| 最终幻想IV   | DS：85 GBA：85          |
| 最终幻想V    | GBA：83                 |
| 最终幻想VI   | GBA：92                 |
| 最终幻想VII  | PS：92                  |
| 最终幻想VIII | PS：90                  |
| 最终幻想IX   | PS：94                  |
| 最终幻想X    | PS2：92                 |
| 最终幻想XI   | PS2：85 PC：85 X360：66 |
| 最终幻想XII  | PS2：92                 |
| 最终幻想XIII | PS3：83 X360：82        |
| 最终幻想XIV  | PC：49                  |

总体而言，最终幻想系列获得评论和商业上的成功，雖然各作品的成功程度有所不同。系列累计销量呈现稳定增长；系列1996年上半年全球销量突破1,000万套，2003年8月時在全球售出4,500万套，2005年12月時為6,300万套，2008年7月時為8,500万套。2011年6月，史克威尔艾尼克斯宣布系列销量超过一亿，2014年6月系列销量达到1.1亿。最终幻想是电子游戏产业中最畅销的系列之一；2007年1月在榜单排名第3，7月排名第4。截至2023年全系列出貨數與數位販售合計數量已逾1億8500萬份。
在2007年底时，當時世界畅销RPG排行的第七、八、九名分别为《最终幻想VII》、《最终幻想VIII》和《最终幻想X》。初版《最终幻想VII》在全球銷量超过1440万份，为销量最高的最终幻想作品。《最终幻想VIII》1999年在北美首发两天内，登上美国的最畅销游戏週榜单，并占据首位三週多。《最终幻想X》在日本仅预订销售就超过140万，创下當時游戏机RPG最快销售的记录。
MMORPG《最终幻想XI》在2006年3月每日有达20万的活跃用户，并在2007年7月达到50万消费用户。《最终幻想XII》首周在日本售出170万，北美版发行首周也出货约150万套。《最终幻想XIII》日本首发日出货100万套。《最终幻想XIV：重生之境》和前作一样获得巨大成功，在游戏推出时出现服务器拥挤現象，其独立付费用户在两个月内超过100万名。

### 评论反响
系列在圖像和音樂品质上获评论称赞。1996年《次世代》将其列为史上第17大游戏系列，并高度称赞其图像、音乐与剧情。系列获2006年Walk of Game的星章奖励，是首个获得星章的游戏系列（其他獲獎者皆为单个游戏而非系列）。WalkOfGame.com在评论中称系列寻求完美并敢于冒险革新。GameFAQs于2006年举办了最佳电子游戏系列竞赛，最终幻想位次薩爾達傳說系列获得亚军。在2008年游戏集团股份有限公司举办的公众民意调查中，最终幻想获选成为最佳游戏系列，同时五部作品入选“史上最伟大游戏”。
许多最终幻想游戏入选过各种最佳游戏列表。一些游戏登上多个IGN“最佳游戏”榜单。系列有11款游戏入选《Fami通》2006年的“史上100大最喜爱的游戏”榜单，包括冠亚军《最终幻想X》和《最终幻想VII》在内，有四部游戏进入前十。系列获得《吉尼斯世界纪录玩家版2008》的七项吉尼斯世界纪录，其中如“最多游戏的RPG系列”（13部本传、7部强化作品，以及32部衍生作品）、“最长开发周期”（《最终幻想XII》制作时间为5年）以及“单日内销售最快的游戏机RPG”（《最终幻想X》）。在《玩家版2009年版》的50款最佳游戏机游戏中，系列有两部游戏入选，分别为第八的《最终幻想XII》和第二十的《最终幻想VII》。
系列也收到一些批评。IGN评论称，游戏使用選單戰鬥系统对许多人来说是一大缺点，这是“为什么他们不接触系列的重要原因”。网站还严厉批评系列战斗系统採用随机遇敌方式。IGN又称，将系列电影与动画化的各种尝试，若非失败平庸，即不达游戏之水准。《Edge》在2007年批评称，有大量不如前作的系列相关分支作品，它们的标题挂著“最终幻想”之名。评论还称，随着坂口博信的离开，系列或有逐渐陈腐之危。
一些最终幻想作品获得額外關注；它們獲得的正负面评价皆有。《最终幻想VII》獲列《GamePro》“史上最佳26个RPG”之榜首，并成为GameFAQs 2004和2005年读者票选的“史上最佳游戏”。尽管《最终幻想VII》很成功，但有时也有批评声称，游戏获得评价过高。游戏登上GameSpy 2003年“史上被高估游戏榜单”的第七位，而IGN上面也存在两种不同的评论声。《地狱犬的挽歌 -最终幻想VII-》发行首周出货39.2万，但评论得分则远低于其他最终幻想游戏。《Fami通》在游戏发行之后才发布评论，这种推延、负面的评论暗示杂志和史克威尔艾尼克斯间存在争议。尽管《最终幻想：灵魂深处》在视觉效果获得称赞，但剧情却受到批评，电影亦被视为商業失敗。GameCube的《最终幻想水晶编年史》总体获正面评分，但评论者称其用Game Boy Advance当控制器乃一大缺点。因初版《最终幻想XIV》主要获得负面评价，前总裁和田洋一在东京的一场官方新闻发布会上正式道歉，称游戏所获评价是对品牌的“极大损害”。

## 影响
最终幻想系列——以及系列中的某些作品——開創推广许多当下游戏机RPG廣泛使用的要素。評論通常认为，系列首作是最具影响力的早期游戏机RPG之一，并在此类游戏的确立与推广中扮演重要角色。《勇者鬥惡龍》使用第一人称视角，单对单與怪物战斗；而《最终幻想》則引入常用的侧面鏡頭，一组玩家角色对一组敵方怪物的战斗方式。系列引入早期的升级转职系统，以及船、独木舟、飞空艇等多样的交通方式。系列还引入熟练度系统，该系统之后被、和《上古卷轴》等角色扮演游戏系列使用。《最终幻想III》引入职业系统，玩家可随时通过游戏的角色成长引擎转换角色职业，并可习得高级新职业和联合职业技能。因《最终幻想IV》故事的戲劇性，着重强调角色的发展与人际关系，故媒体将作品視为RPG注重撰寫劇本的標竿。《最终幻想VII》被视作系列在产业中影响最大的作品，并让主機平台的RPG在北美获得對大众市场的吸引力。
Final Fantasy系列一定程度影响著史克威尔的商业活动。電影《最终幻想：灵魂深处》的商业失败让艾尼克斯在与史克威尔的合并议案中犹豫不决。1996年史克威尔發表將在索尼PlayStation平台推出独占的Final Fantasy遊戲，隔年作品上市後也一定程度幫助PS遊戲機取得了同世代機種中最大的市占率，這間接導致艾尼克斯隨後的勇者斗恶龙續作選擇了硬體銷量最高的PS平台，史克威尔此次決斷無疑是放棄了其与任天堂長久的合作关系；最终幻想游戏随后七年未在任天堂游戏机平台——特别是任天堂64——发行。评论认为，像最终幻想和勇者斗恶龙这种强力第三方作品，离开任天堂64转而登陆索尼PlayStation，是PlayStation在两个平台中更为成功的因素之一。2001年，使用光碟媒体的任天堂GameCube引起史克威尔的注意。为了给该主機制作游戏，史克威尔建立空壳公司The Game Designers Studio并发行《最终幻想水晶编年史》，该作品后来发展为独立系列。《最终幻想XI》不能在线取消订阅促使美国伊利诺斯州立法，要求在线游戏服务商必须为州民提供订阅取消方式。
随着最终幻想的普及，系列元素出现在动画、连续剧和網路漫畫等各类流行文化中。系列音乐流入文化的各方各面。《最终幻想IV》的《爱之主题曲》选入日本学龄儿童课程，并曾由管弦和金属乐团演奏。2003年，植松伸夫加入黑魔导士——一个独立于史克威尔，改编最终幻想乐曲的摇滚乐团。2004年夏季奥运会花样游泳女子双人组铜牌得主艾莉森·巴托斯克和安娜·科兹洛娃的在常规赛中的伴奏音乐来自《最终幻想VIII》。许多作品都會發行官方原聲音樂。系列也发行了许多相关书籍，其中多为提供更深入的游戏信息與遊玩攻略。在日本，官方發行的系列书籍合称为Ultimania。